# Họ Vai
Họ Vai (danh pháp khoa học: Daphniphyllaceae) là một họ thực vật có hoa, chỉ có 1 chi với danh pháp Daphniphyllum Blume, 1827, chứa khoảng 25-30 loài, tất cả đều là cây bụi hay cây thân gỗ thường xanh bản địa khu vực đông và đông nam châu Á. Trong các phân loại cũ, đôi khi chi này được coi là thuộc họ Đại kích (Euphorbiaceae). Trung Quốc có 10 loài, trong đó 3 loài đặc hữu. Tại Việt Nam, hiện tại ghi nhận ít nhất là 1 phân loài (Daphniphyllum glaucescens subsp. atrobadium) tại khu vực Thanh Hóa.

## Một số loài
- Daphniphyllum acutifolium - Java
- Daphniphyllum africanum – châu Phi nhiệt đới
- Daphniphyllum amamiense – Nhật Bản
- Daphniphyllum angustifolium – Hồ Bắc, Trung Quốc
- Daphniphyllum bancanum – Java
- Daphniphyllum bengalense – Bán đảo Mã Lai
- Daphniphyllum blumeanum – Java
- Daphniphyllum glaucescens – Đông Dương, Triều Tiên, Java
  - Daphniphyllum glaucescens subsp. atrobadium – Hải Nam, Việt Nam
  - Daphniphyllum glaucescens subsp. beddomei – Thái Lan, Myanma
- Daphniphyllum macropodum – cây gỗ cao tới 10m; Nhật Bản, Trung Quốc, Triều Tiên